# Acalypta nigrina
Acalypta nigrina är en insektsart som först beskrevs av Carl Fredrik Fallén 1807.  Acalypta nigrina ingår i släktet Acalypta, och familjen nätskinnbaggar. Arten är reproducerande i Sverige.